# Gunnar Heiberg
Gunnar Edvard Rode Heiberg (ur. 18 listopada 1857 w Oslo, zm. 22 lutego 1929 tamże) – norweski dramatopisarz, eseista, dziennikarz i krytyk teatralny tworzący w języku bokmål. Twórca norweskiego dramatu politycznego oraz norweskiego dramatu lirycznego (zapoczątkowanego utworem Kunstnere z 1893).
Pochodził z rodziny prawniczej (studiował prawo od 1874). W 1878 ukazały się jego zbiór poezji En soirée dansante wydany anionowo razem z rozprawą filozoficzną Kants Fornuft-Kritik Hansa Jægera. W tym samym roku w czasopiśmie „Nyt norsk Tidsskrift” opublikowano jego zbiór poezji Menneskets genesis. Debiutancki dramat Heiberga Tante Ulrikke ukazał się w 1884. Autor poruszał w nim temat emancypacji kobiet i walki z biurokracją. W tym samym roku został kierownikiem artystycznym teatru Den Nationale Scene w Bergen (funkcję sprawował do 1888). W 1885 ożenił się z aktorką teatralną Didi Tollefsen, z którą rozwiódł się w 1896. Od tego roku mieszkał głównie w Paryżu (po wybuchu I wojny światowej zrezygnował z planów stałego zamieszkania w tym mieście), wcześniej zaś mieszkał w Kopenhadze, Berlinie i Rzymie.
Jego dramat realistyczny Kong Midas z 1890 ówczesna krytyka uznała za atak na Bjørnstjerne’a Bjørnsona. Tematykę walk klasowych Heiberg przedstawił dramacie Det store lod z 1895, który nie został wystawiony w Norwegii za życia autora (jego premiera odbyła się w Kopenhadze, wystawiany był następnie w Sztokholmie i Berlinie). Egoistyczną postawę skrywaną pod działalnością filantropijną skrytykował w 1902 w dramacie Kjærlighet til næsten. W 1897 ukazał się jego dramat Folkeraadet będący satyrą na demokrację parlamentarną. W 1889 skrytykował prasę w dramacie Harald Svans mor. Tematykę erotyczną podjął w dramatach z 1894 Gerts have i Balkonen (stanowiącym trawestację Romea i Julii Williama Shakespeare’a) oraz w 1904 w dramacie Kjærlighedens Tragedie. W 1912 w dramacie Jeg vil værge mitt land nawiązał do rozwiązania unii szwedzko-norweskiej. Jego ostatni dramat, Paradesengen, ukazał się rok później.
Publikował również eseje, m.in. Ibsen og Bjørnson paa scenen (1918), Franske visitter (1918), Norsk teater (1920) i Salt og sukker (1924).
Wielokrotnie występował w obronie Związku Radzieckiego.